# Lobengula
Lobengula kaMzilikazi (Mosega, ca. 1836 - nabij de Zambezi, ca. 23 januari 1894) was de tweede en laatste koning van het koninkrijk Mthwakazi. Hij was de zoon en opvolger van Mzilikazi, de stichter van het koninkrijk.

## Biografie
Lobengula volgde zijn vader op als koning na diens dood in 1868. De troonopvolging werd niet geaccepteerd door zijn halfbroer Mangwane en er brak een opstand uit die na een burgeroorlog door Lobengula werd neergeslagen.
Lobengula regeerde over Matabeleland en Mashonaland, gebieden die samen grofweg overeenkomen met Zimbabwe. Hij was een imponerende verschijning en werd door blanke bezoekers beschreven als een even wrede als charmante geweldenaar, alsmede zwaarlijvig.

### British South Africa Company
Na de ontdekking van goud bij de Witwatersrand in 1886 kwam Lobengula's grondgebied onder belangstelling te staan van de Britse diamantmagnaat Cecil Rhodes. De eerste stappen tot kolonisatie van Mthwakazi werden gezet door de Britse zendeling John Smith Moffat, die in februari 1888 een verdrag van vriendschap tussen het Verenigd Koninkrijk en Lobengula afsloot.
In oktober 1888 sloot de Brit Charles Rudd, zakenpartner van Cecil Rhodes, een overeenkomst met Lobengula. In ruil voor duizend Martini-Henrygeweren met munitie, een stoomboot op de Zambezirivier en een maandelijkse toelage van honderd pond sterling stond Lobengula de complete en exclusieve zeggenschap af over alle bodemschatten in zijn rijk. Dit betekende het begin van de kolonisatie van Mthwakazi door Rhodes en zijn British South Africa Company.

### Dood
In 1893 brak de Eerste Matabele-oorlog uit tussen de Lobengula en de British South Africa Company. De Matabele werden vernietigend verslagen en Lobengula verbrandde en ontvluchtte zijn hoofdstad Bulawayo. De dood van Lobengula rond 23 januari betekende het einde van de oorlog. Over de oorzaak van zijn dood bestaat onzekerheid: zowel de pokken als zelfmoord worden genoemd als doodsoorzaak. Mthwakazi werd gekoloniseerd en naar Cecil Rhodes verwijzend omgedoopt tot Rhodesië.